# Agnes Stevenson
Agnes Stevenson, geboren Agnes Bradley Lawson (getauft 30. November 1873 in Durham; † 20. August 1935 in Poznań, Polen) war eine für England spielende britische Schachspielerin.
Agnes Bradley Lawson wurde am 30. November 1873 in Durham getauft. Am 26. Dezember 1912 heiratete sie Rufus Henry Streatfeild Stevenson, einen Schachfunktionär, dessen Nachnamen sie dadurch annahm.
Sie gewann 1920, 1925, 1926 und 1930 die Britische Schachmeisterschaft der Frauen. Als starke Spielerin durfte sie an mehreren Schachweltmeisterschaften der Frauen teilnehmen, die alle von Vera Menchik überlegen gewonnen wurden.

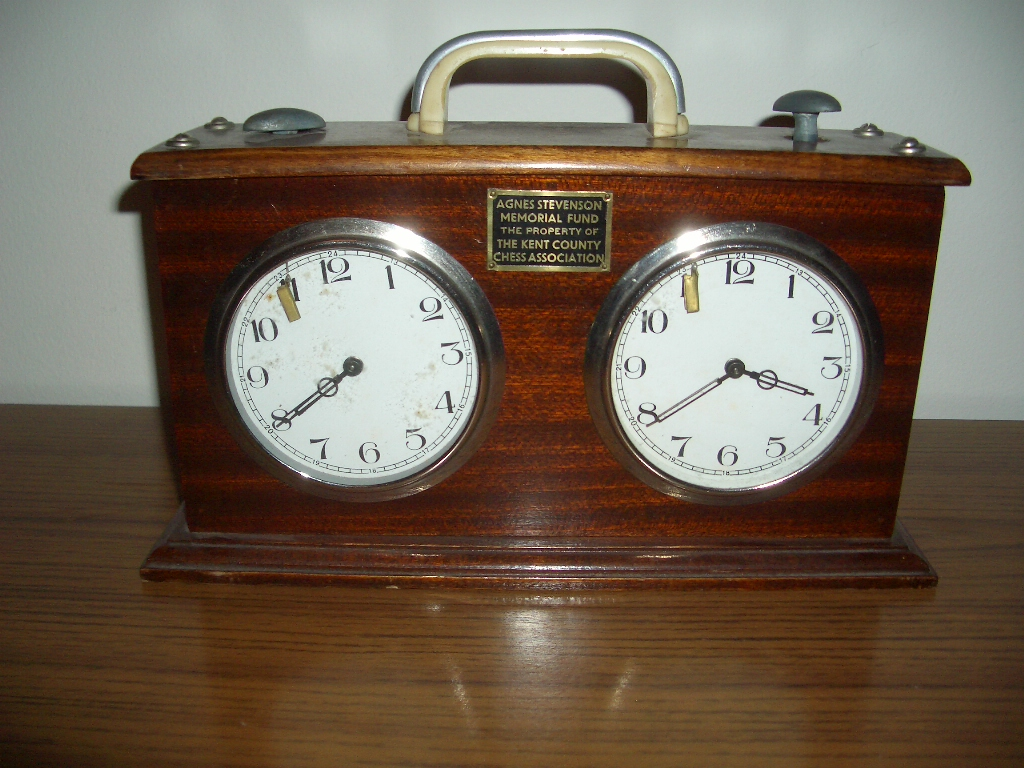
Schachuhr der Agnes-Stevenson-Gedächtnisstiftung Agnes Stevenson Memorial Fund

Bei der Schachweltmeisterschaft der Frauen 1927 erreichte sie den geteilten 9. bis 11. Platz unter zwölf Teilnehmerinnen. 1930 wurde sie Fünfte und 1931 Dritte bei jeweils fünf Spielerinnen. Sie war für die Schachweltmeisterschaft der Frauen 1935 gesetzt, erlitt bei der Anreise jedoch einen tödlichen Unfall. Bei einem Zwischenstopp während des Fluges von Berlin nach Warschau musste sie wegen einer Ausweiskontrolle in Posen kurzzeitig das Flugzeug verlassen, kehrte zum Flugzeug – allerdings nicht von hinten, sondern von vorne – zurück und wurde durch einen Propeller, der bereits zum Start in Gang gesetzt worden war, am Kopf getroffen.
Ihr Witwer heiratete 1937 Vera Menchik.